# Please Be Good To Me
"Please Be Good To Me" é uma canção da boy band porto-riquenha Menudo de 1985, incluída em seu álbum de estúdio autointitulado, lançado pela gravadora RCA Records. A canção foi o segundo single do trabalho, e traz Robby Rosa nos vocais principais. Faziam parte dessa formação, além de Robby, Ricky Martin, Charlie Massó, Roy Rosselló e Raymond Acevedo.
Como forma de divulgação, o grupo se apresentou em programas de televisão performando a canção, entre os quais está incluso uma apresentação no Dancin' On Air, do WPHL-TV Channel 17, gravada no Dorney Park & Wildwater Kingdom, em Dorneyville, na Pensilvânia. Além disso, a música foi incluída na set list da turnê promocional do disco, cuja performance foi comercialmente lançada no álbum de vídeo Video Explosion, lançado em 1986.
Em 20 de julho de 1985, uma análise de "Please Be Good to Me" foi incluída na seção de resenhas da revista Billboard. Tal seção, destacava músicas que, na opinião dos editores, tinham características promissoras para se tornarem sucessos, seja pela qualidade da produção, apelo popular ou tendências do mercado. A canção recebeu uma qualificação de "Recommended" ("Recomendado", em português).
Comercialmente, o single apareceu na parada musical Bubbling Under Hot 100 da revista estadunidense Billboard, estreando na posição de número 108, em 27 de julho de 1985. Em 10 de agosto do mesmo ano, atingiu a posição de número 104, seu pico na lista. Adicionalmente, o single apareceu por mais três semanas nessa lista. No Brasil (Rio de Janeiro), atingiu a posição de número 2 na lista auditada pela Nelson Oliveira Pesquisa e Estudo de Mercado (Nopem) e publicada pelo jornal La Opinión.

## Lista de faixas
- Créditos adaptados do compacto "Please Be Good To Me", de 1985.[2]

Lado A
| N.º | Título                 | Compositor(es)                 | Duração |  |
| 1.  | "Please Be Good To Me" | C. Villa A. Monroy M. L. Pagán | 3:56    |  |

Lado B
| N.º | Título                 | Compositor(es)                 | Duração |  |
| 1.  | "Please Be Good To Me" | C. Villa A. Monroy M. L. Pagán | 3:56    |  |

## Tabelas

### Tabelas semanais
| Tabela musical (1985)                   | Melhor posição |
| --------------------------------------- | -------------- |
| Brasil (RJ) (Nopem)                     | 2              |
| Estados Unidos (Bubbling Under Hot 100) | 104            |